# Gaopai (sockenhuvudort i Kina, Jiangxi Sheng, lat 25,49, long 115,61)
Gaopai är en sockenhuvudort i Kina. Den ligger i provinsen Jiangxi, i den sydöstra delen av landet, omkring 360 kilometer söder om provinshuvudstaden Nanchang. Antalet invånare är 12 007. Befolkningen består av 5 960 kvinnor och 6 047 män. Barn under 15 år utgör 29,0 %, vuxna 15-64 år 62 %, och äldre över 65 år 7,0 %.
Runt Gaopai är det ganska tätbefolkat, med 155 invånare per kvadratkilometer. Närmaste större samhälle är Tianxin, 14,5 km sydväst om Gaopai. I omgivningarna runt Gaopai växer huvudsakligen savannskog.
Genomsnittlig årsnederbörd är 1 936 millimeter. Den regnigaste månaden är maj, med i genomsnitt 372 mm nederbörd, och den torraste är oktober, med 18 mm nederbörd.